# 420-й дальнебомбардировочный авиационный полк
420-й дальнебомбардировочный авиационный полк особого назначения (420 дбап) — воинская часть Вооружённых сил СССР в Великой Отечественной войне. Входил в состав 81-й бомбардировочной авиационной дивизии дальнего действия. Принимал участие в бомбардировке Берлина 10 августа 1941 года. На момент формирования имел на вооружении 40 тяжёлых бомбардировщиков Ер-2.

## История
Был сформирован в начале войны, первоначально базировался в Казани. Уже 24 июня полк был переброшен в Воронеж, где он принимает первые Ер-2. Полк комплектуется лётно-техническим составом из 100-го дбап и гражданского воздушного флота.
Участвовал 10 августа в авианалёте на Берлин. В конце августа с аэродрома Раменское полк бомбил Кёнигсберг. Во второй половине августа в составе Московского военного округа базируется на аэродром Киржач. В сентябре бомбит Витебск и Рославль. Принимал участие в битве за Москву в октябре-ноябре 1941 года. 6 октября бомбит немецкую колонну под Спас-Деменском (Смоленская область).
В конце октября ежедневно бомбит колонны противника на участке Вязьма — Гжатск. В начале ноября полк передаёт остаток матчасти в 421 дбап. 03.12.1941 обращён на формирование 748-го авиационного полка дальнего действия.

## Статистика
- Выполнено боевых вылетов: 154.
- Сбито истребителей: 3.
- Сброшено бомб: 200 тонн.

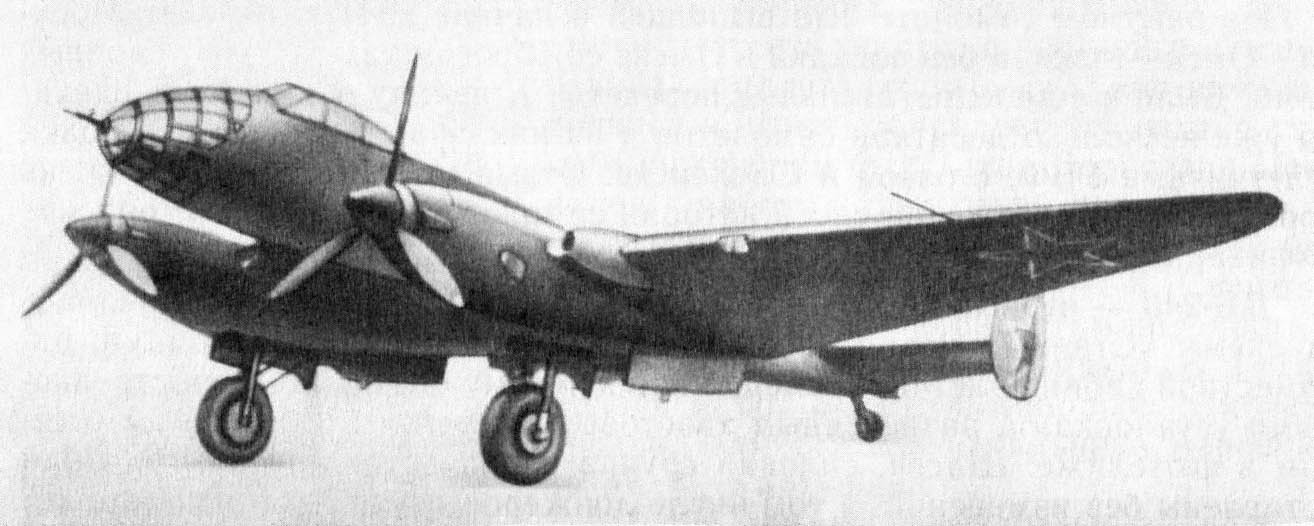
Ер-2

- Потеряно бомбардировщиков: 30, в том числе:
  - сбито истребителями: 4;
  - сбито зенитной артиллерией: 2;
  - не вернулись с задания: 5;
  - потеряны в катастрофах: 4;
  - потеряны в авариях: 15.

- Погибли:
  - лётчики: 11;
  - штурманы: 8;
  - стрелки-радисты: 9;
  - воздушные стрелки: 13.

## Командиры
Полковник Николай Иванович Новодранов.

## Память
В 2016 году по результатам геофизических работ (по сильным магнитным и георадиолокационным аномалиям) на месте падения самолёта Ер-2 в реку Угру вблизи деревни Натальинка (7 км от Юхнова в Калужской области) водолазами были подняты шесть крупных обломков, включая шасси, на которых удалось определить заводской номер изделия. Управляли самолётом лётчики 420-го дальнебомбардировочного авиаполка, погибшие 7 октября 1941 года:
- лётчик (без воинского звания, откомандирован из гражданского воздухофлота) Николай Андреевич Хорпяков[2]
- штурман звена, старший лейтенант Валентин Михайлович Толоконников[2],
- воздушный стрелок-радист, сержант Иван Петрович Окуст[3]
- воздушный стрелок, младший сержант Степан Самсонович Денисенко[4].

7 октября 2016 года, спустя 75 лет, на мемориальном комплексе «Курган Славы» у деревни Колыхманово был открыт памятный знак лётчикам экипажа Ер-2.